# ساترلند
ساترلند (به انگلیسی: Sutherland) یک شایر در اسکاتلند است که در هایلند واقع شده است.
ساترلند از شرق به کیث‌نس، از جنوب به راس-شیر و از شمال و غرب به اقیانوس اطلس محدود است.

## جستارهای وابسته

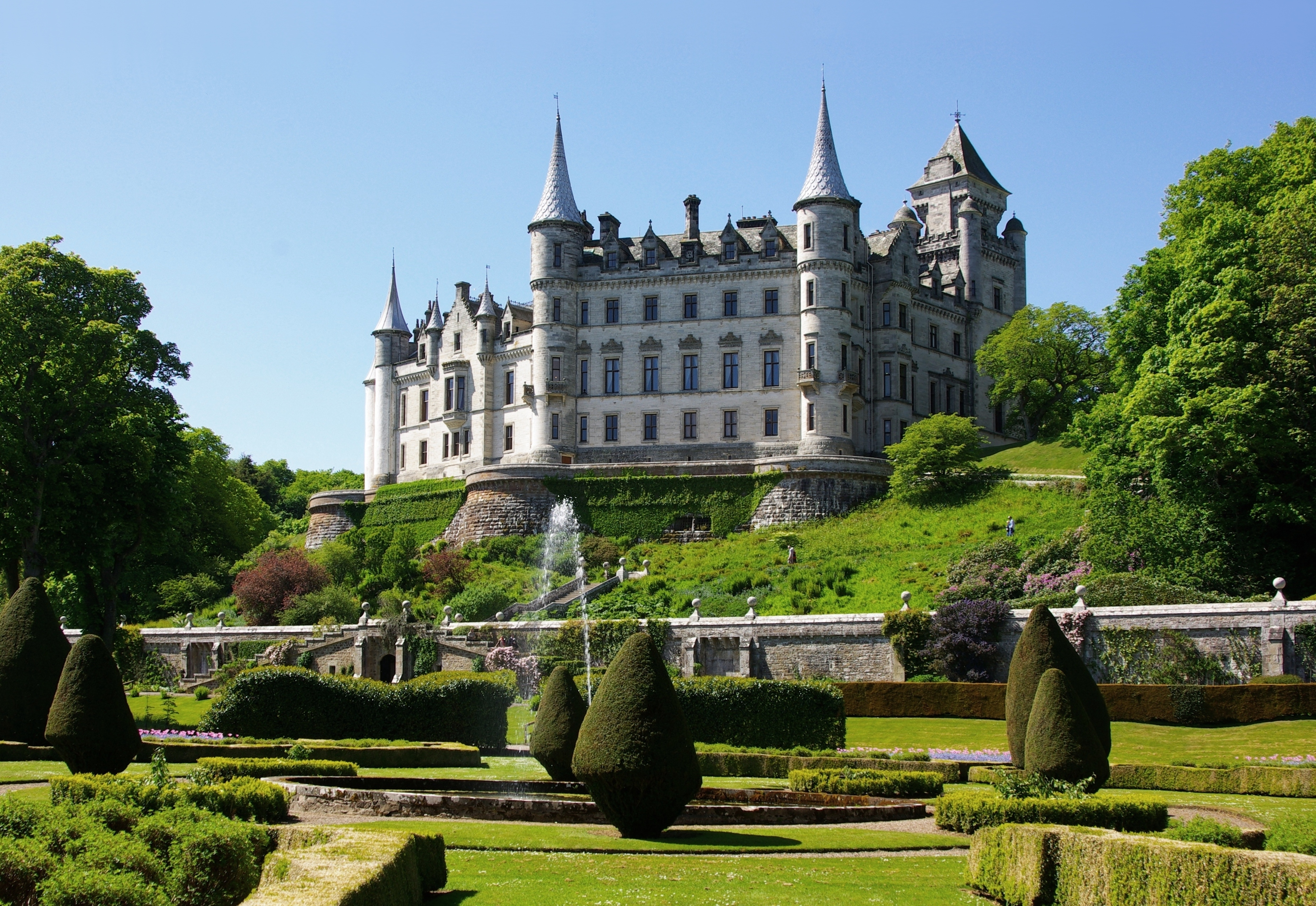
قلعه دانروبین خانه ای باشکوه در ساترلند و در منطقه هایلند اسکاتلند واقع شده است و همچنین مقر خانواده ارل ساترلند، رئیس قبیله ساترلند است. در ۱٫۵ کیلومتری شمال گلسپی و تقریباً هشت کیلومتری جنوب برورا، مشرف به دورنوچ فرث واقع شده است.
خاستگاه دانروبین در قرون وسطی نهفته است، اما بیشتر ساختمان فعلی و باغ‌ها توسط سر چارلز بری بین سال‌های ۱۸۳۵ و ۱۸۵۰ اضافه شده است. علی‌رغم تعدادی از گسترش‌ها و تغییرات اکنون برخی از ساختمان‌های اصلی در حیاط داخلی آن قابل مشاهده است. این مکان بزرگ‌ترین خانه در شمال اسکاتلند است. پس از هفت سال استفاده به عنوان یک مدرسه شبانه‌روزی اکنون بازدید از آن برای عموم آزاد است.